# 野鸭湖国家湿地公园

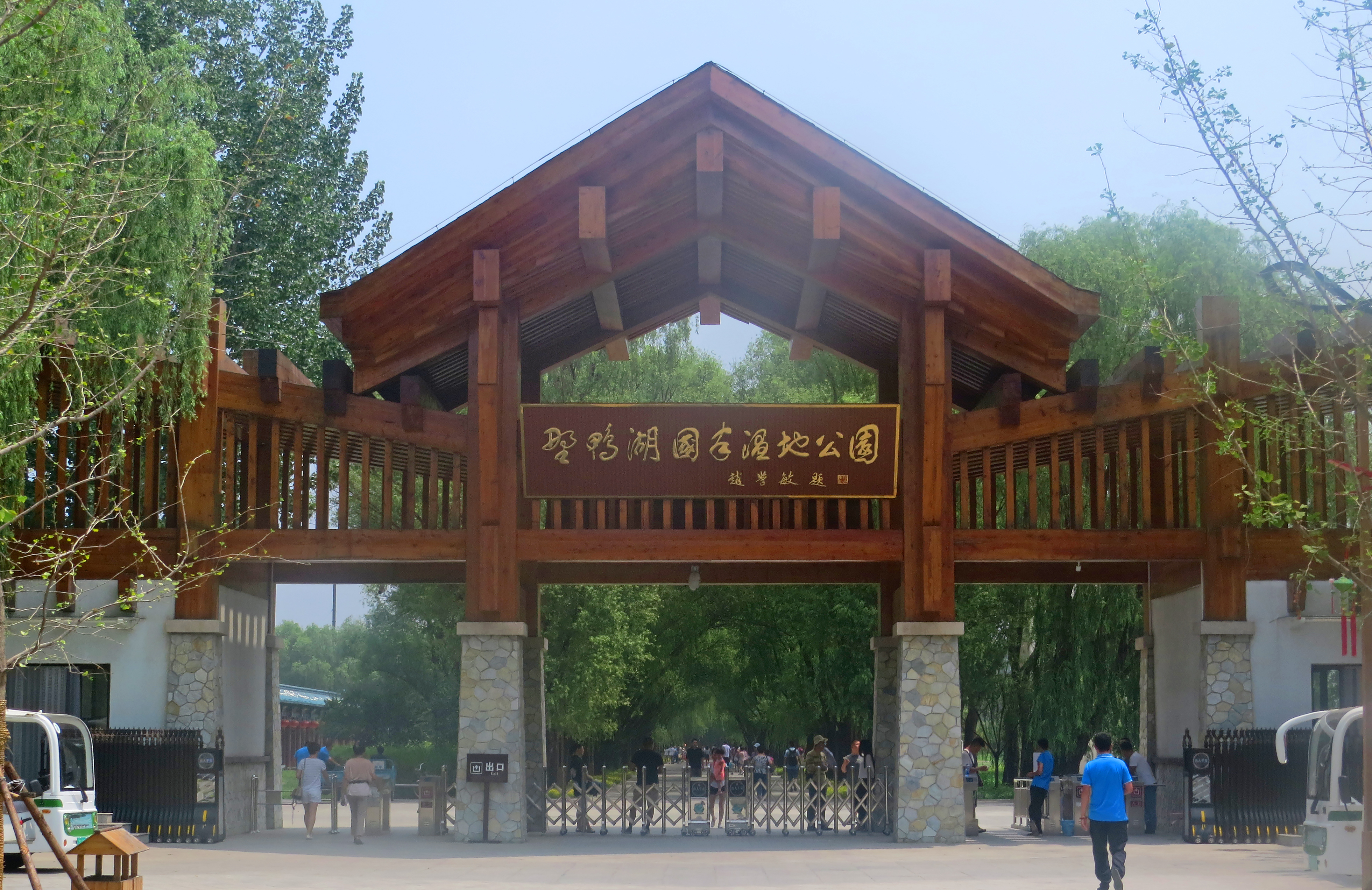
公园正门

野鸭湖国家湿地公园位于北京市延庆区西南部的延庆镇、康庄镇、张山营镇和延庆农场交界处，总面积283.4公顷，具有水库、河流、沼泽、季节性泛滥地等多种湿地类型，是北京地区湿地面积最大的湿地生态系统和北京唯一一家国家级湿地公园，具有重要的生态功能效益和保护价值，以及旅游、教育和科研价值。

## 历史
2000年，北京市人民政府批准将延庆野鸭湖湿地自然保护区升级为市级自然保护区。
2006年11月28日，国家林业局批准开展北京野鸭湖国家湿地公园试点工作。
2014年2月，野鸭湖国家湿地公园升级为国家4A级旅游景区。
2015年10月，入选首批“北京十佳生态旅游观鸟地”。

## 动植物资源

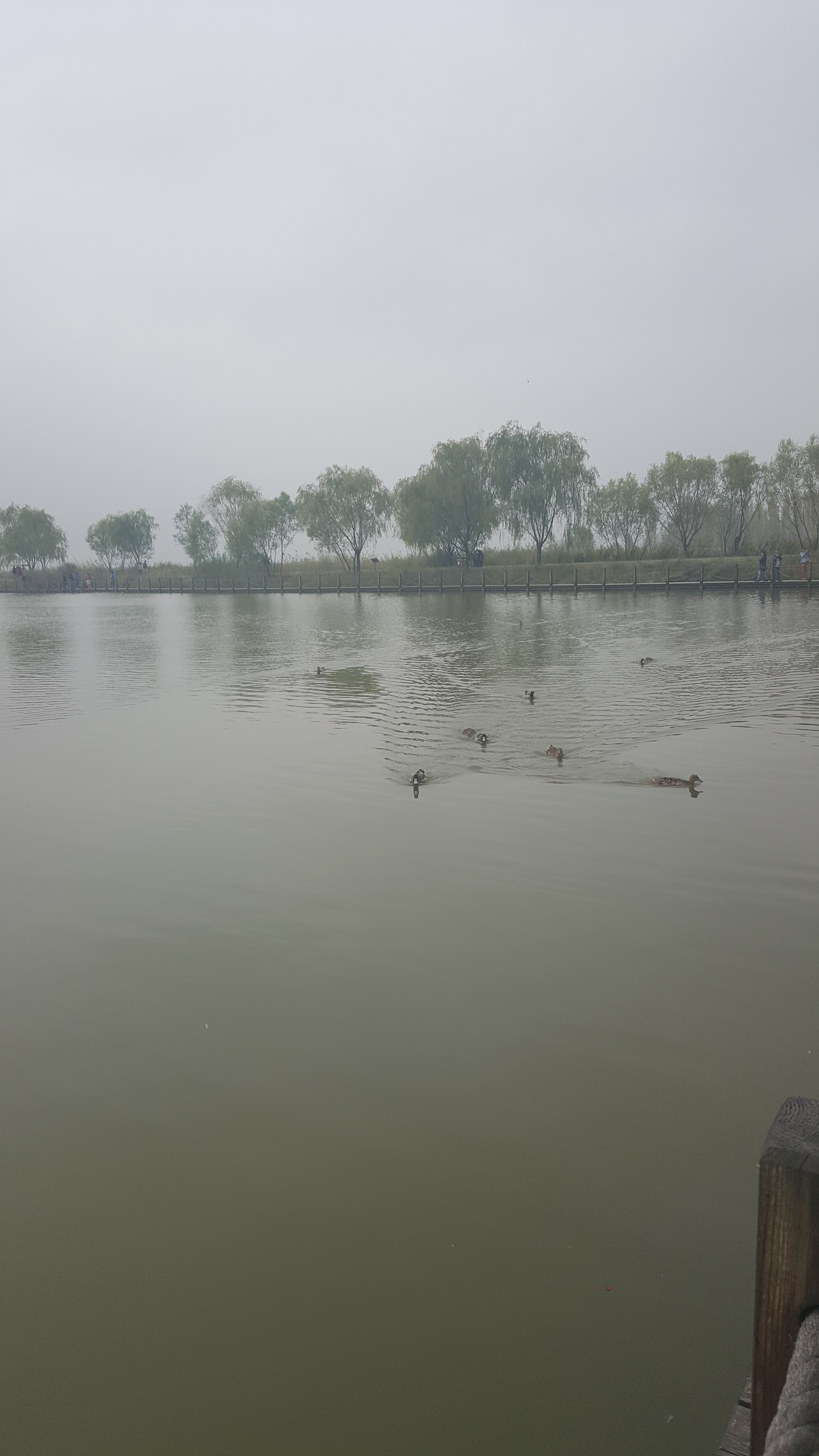
公园内的野鸭

湿地公园内动植物资源丰富，其中鸟类有17目56科295种，占全市鸟类总种数的65.8%，包括各种候鸟、旅鸟以及水鸟，其中鹤、鹳有17种。
湿地公园内有高等植物472种，鱼类40种，两栖类5种，兽类10种以及昆虫类182种。
公园内有国家一级保护动物有黑鹳、东方白鹳、白头鹤、大鸨、金雕、白尾海雕、白肩雕、白鹤、遗鸥。另有国家二级保护动物40种。
公园中大量存在的鸟类包括白天鹅、鸿雁灰鹅、银鸥、绿头鸭、苍鹭、杜鹃、戴胜、伯劳、点水雀、小蜡嘴、鹰、隼等。

## 野鸭湖湿地博物馆
野鸭湖湿地博物馆位于湿地公园内，于2007年6月正式对外开放，总建筑面积3650平方米，占地面积6660多平方米，是华北地区首座湿地博物馆。